# Grayson (Georgia)
Grayson – miasto w Stanach Zjednoczonych, w stanie Georgia, w hrabstwie Gwinnett.